# Preferente de Melilha
A Preferente de Melilha constitui a quinta divisão da Liga Espanhola de Futebol na cidade autónoma de Melilha. Este campeonato consiste em um grupo de 7 equipes. Ao término da temporada a equipe que terminar em 1º lugar sobe diretamente para a Tercera División.

## Equipes participantes na temporada 2018-2019
| - Gimnástico Melilla - Intergym Melilla - Melilla CD - River Melilla "B" | - Rusadir - Sporting Constitución - UD Melilla "B" |

## Outros clubes
| - Atlético Melilla - Balompédica Melilla - Campus Melilla - Casino Real - CETI - Elemental Melistar - Gaaal VII | - Tercio - Peña Madridista - Peña Melilla - Peña Real Madrid - River Melilla - UD Melilla |